# Akwedott ta' Wignacourt
Akwedott ta' Wignacourt är en akvedukt i Malta.   Den ligger i kommunen Balzan, i den centrala delen av landet, 5 kilometer väster om huvudstaden Valletta. Akwedott ta' Wignacourt ligger på ön Malta.

## Historik
Akvedukten uppfördes på 1600-talet av Johanniterorden för att leda vatten från källor i Dingli och Rabat till den nybyggda huvudstaden Valletta. Akvedukten gick genom underjordiska rör och med välvda viadukter över fördjupningar i marken.
Första försöken att bygga akvedukten gjordes av stormästaren Martin Garzez år 1596, men byggandet avbröts innan det återupptogs år 1610. Vattenledningen invigdes fem år senare den 21 april 1615. Flera ingenjörer deltog i projektet, däribland Bontadino de Bontadini, Giovanni Attard och Natale Tomasucci. Akvedukten fick sitt namn efter stormästaren Alof de Wignacourt, som delvis finansierade bygget.
Akvedukten förblev i bruk fram till 1900-talet. De flesta bågarna finns kvar, och kan ännu beskådas i Attard, Balzan, Birkirkara, Fleur-de-Lys och Santa Venera. Övriga lämningar av akvedukten är vattentorn på Santa Venera, Ħamrun och Floriana, och flera fontäner i Floriana och Valletta.